# Изобарный процесс

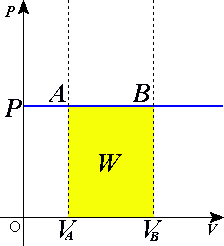
График изобарического расширения газа от объёма до AB здесь является изобарой

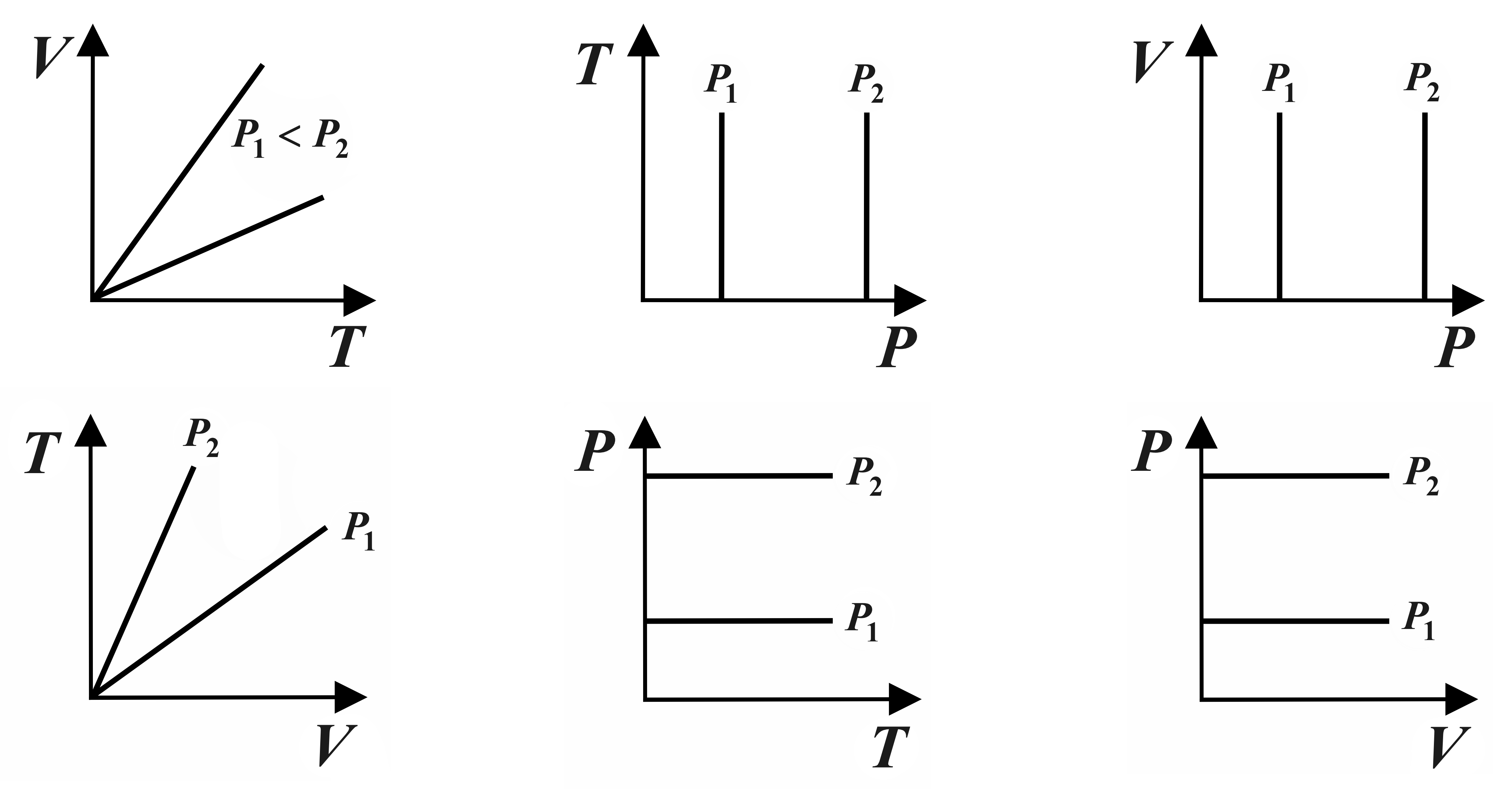
Изобарные процессы в разных системах координат

Изобари́ческий  — термодинамический изопроцесс, происходящий в физической системе при постоянном внешнем давлении.
Согласно закону Гей-Люссака, в идеальном газе при изобарном процессе отношение объёма к температуре постоянно: {\displaystyle {\frac {V}{T}}=\mathrm {const} }.
Если использовать уравнение Клапейрона — Менделеева, то работа, совершаемая газом при расширении или сжатии газа, равна {\displaystyle A={\frac {m}{M}}R(T_{2}-T_{1})}
Количество теплоты, получаемое или отдаваемое газом, характеризуется изменением энтальпии: {\displaystyle \delta Q=\Delta I=\Delta U+P\Delta V.}

## Теплоёмкость
Молярная теплоёмкость при постоянном давлении обозначается как {\displaystyle C_{p}.} В идеальном газе она связана с теплоёмкостью при постоянном объёме соотношением Майера {\displaystyle C_{p}=C_{v}+R.}
Молекулярно-кинетическая теория позволяет вычислить приблизительные значения молярной теплоёмкости для различных газов через значение универсальной газовой постоянной R:
- для одноатомных газов {\displaystyle C_{p}={\frac {5}{2}}R}, то есть около 20,8 Дж/(моль·К);
- для двухатомных газов {\displaystyle C_{p}={\frac {7}{2}}R}, то есть около 29,1 Дж/(моль·К);
- для многоатомных газов {\displaystyle C_{p}=4R}, то есть около 33,2 Дж/(моль·К).

Теплоёмкости можно также определить исходя из уравнения Майера, если известен показатель адиабаты, который можно измерить экспериментально (например, с помощью измерения скорости звука в газе или используя метод Клемана — Дезорма).

## Изменение энтропии
Изменение энтропии при квазистатическом изобарном процессе равно {\displaystyle \Delta S=\int \limits _{1}^{2}{\frac {dQ}{T}}.} В случае, если изобарный процесс происходит в идеальном газе, то {\displaystyle dQ=d(\nu C_{v}T+\nu RT)=\nu (C_{v}+R)dT=\nu C_{p}dT,} следовательно, изменение энтропии можно выразить как {\displaystyle \Delta S=\int \limits _{T_{1}}^{T_{2}}\nu C_{p}{\frac {dT}{T}}.} Если пренебречь зависимостью {\displaystyle C_{p}} от температуры (это предположение справедливо, например, для идеального одноатомного газа, но в общем случае не выполняется), то {\displaystyle \Delta S=\nu C_{p}\ln {\frac {T_{2}}{T_{1}}}.}